# ميل مكعب
الميل المكعب (بالأنجليزية cubic statute mile أو cubic mile و باختصار: cu mi أو mi 3  ) وحدة حجم وحدات إمبراطورية و وحدات القياس العرفية أمريكية (لا تتبع النظام الدولي للوحدات غير نظام المترية ) وتستخدم في الولايات المتحدة وكندا والمملكة المتحدة. ومن يعرف حجم من مكعب مع الجانبين من 1 ميل (63360 بوصة ، 5280 قدم ، 1760 ياردة أو ~ 1.609 كيلو متر ) في الطول.

## التحويلات
1 ميل مكعب
= 254358061056000 بوصة مكعبة
= 147197952000 قدم مكعب
= 5451776000 ياردة مكعب
= 140942018649083 أونصة سائلة الأمريكية
= 146692359126856 أونصة سائلة إمبراطورية
= 1101109520696 غالون أمريكي
= 916827244542,9 غالون إمبراطوري
= 3379200 آكر قدم
= 4.168181825440579584 كيلومتر مكعب
=4,169 كم مكعب

## انظر ايضاً
- ميل
- ميل مربع
- معادلة تكعيبية